# Aitor Buñuel
Aitor Buñuel Redrado (Tafalla, Navarra, 10 de febrero de 1998) es un futbolista español que juega como defensa y su equipo es el Racing Club de Ferrol de la Segunda División de España.

## Biografía
Se formó en la cantera de C. A. Osasuna, debutando con el primer equipo en Segunda División en 2015 en un empate a uno contra el Real Valladolid C. F. La temporada siguiente consiguieron el ascenso a la Primera División.
Tras ser cedido en enero de 2018 al Valencia C. F. Mestalla, recaló en el Racing de Santander. El 2 de junio de 2019 marcó gol con un tiro desde fuera del área en el partido ante el Atlético Baleares. Dicho encuentro era el de vuelta para el ascenso a Segunda División. La ida se jugó en El Sardinero con un resultado final de 0-0. Su gol fue el 1-1 definitivo, y supuso el ascenso del Racing de Santander. Tras este éxito formó parte del equipo cántabro para disputar la temporada 2019-20, en la que disputó veintinueve encuentros.
El 15 de septiembre de 2020 se hizo oficial su fichaje por la U. D. Almería como agente libre, firmando con el conjunto indálico por dos temporadas. Después de lograr un nuevo ascenso a Primera División en su segundo año en el equipo, el club comunicó que no seguiría una vez expirara su contrato.
El 23 de agosto de 2022 inició una nueva etapa en el C. D. Tenerife, comprometiéndose con el equipo insular hasta 2024. Llegado ese momento quedó libre y fichó por el Racing Club de Ferrol.

## Selección nacional
Fue internacional con la selección española desde la categoría sub-17 hasta la sub-21.

## Clubes
| Club                             | País   | Año       | Partidos | Goles |
| -------------------------------- | ------ | --------- | -------- | ----- |
| C. A. Osasuna "B"                | España | 2015-2017 | 15       | 0     |
| C. A. Osasuna                    | España | 2015-2018 | 33       | 1     |
| Valencia C. F. Mestalla (cesión) | España | 2018      | 16       | 0     |
| Racing de Santander              | España | 2018-2020 | 70       | 3     |
| U. D. Almería                    | España | 2020-2022 | 34       | 0     |
| C. D. Tenerife                   | España | 2022-2024 | 59       | 0     |
| Racing Club de Ferrol            | España | 2024-act. | 31       | 1     |